# بيلهام (ماساتشوستس)
بيلهام (بالإنجليزية: Pelham, Massachusetts)‏ هي بلدة أمريكية تقع في الولايات المتحدة في مقاطعة هامبشاير (ماساتشوستس). يقدر عدد سكانها بـ 1,321 نسمة ومساحتها 68.6 كم2 وترتفع عن سطح البحر 349 متر.

## أعلام
- آبي كيلي
- إتش دبليو. هاركنيس
- ويليام أوتيس